# Гінекофілія
Гінекофілія (також гінофілія) — термін, що позначає сексуальний або романтичний потяг до жінок. Слово походить від грецьких коренів γυνε (gyne – жінка) і φιλία (filia – любов, дружба, прихильність). Як правило, термін вживається в еротичному або сексологічному значенні. Гінофілія зазвичай проявляється емоційною прихильністю до жінки або жінок, більш інтенсивним переживанням або потребою в емоційно значущих стосунках з ними, здатністю закохатися в них, іноді також генітальною реактивністю або бажанням фізичної близькості або оргазмічної діяльності по відношенню до них.
Гінекофілію у чоловіків зазвичай називають чоловічою гетеросексуальністю, гінекофілію у жінок зазвичай називають жіночою гомосексуальністю .
Гінекофілія часто протиставляється педофілії, гебефілії (хорофілії) і геронтофілії (граофілії) - у цьому випадку вона означає потяг виключно на дорослих жінок, або на противагу андрофілії (тоді вона також може включати гебефілію та граофілію).
Поняття гінекофілія дозволяє одним словом описати загальну характеристику як гетеросексуальних чоловіків, так і гомосексуальних жінок. Це також дає змогу більш об’єктивно описати орієнтацію транссексуалів або інтерсексуалів, стосовно яких вживання слова «гомосексуальний» або «гетеросексуальний» може бути неоднозначними. Це поняття також можна використовувати для позначення прихильності неповнолітніх хлопчиків чи дівчат до дорослих жінок (тобто такої прихильності, яка доповнює жіночу педофілію, ефебофілію, гебефілію та батьківську або педагогічну любов до жінок).

## Походження та сфера використання терміна гінекофілія
У професійний обіг це слово було введено лише у ХХ столітті як штучне нововведення, подібно до раніше введеного слова андрофілія. Воно не є загальновідомим серед нефахівців і використовується лише в деяких теоріях та контекстах. Цей термін не є загальноприйнятою частиною медичної чи психіатричної термінології.